# Retrato de familia
Retrato de familia és una pel·lícula espanyola de 1976 dirigida per Antonio Giménez-Rico, la pel·lícula més coneguda d'aquest director, produïda per José Sámano i protagonitzada per Antonio Ferrandis, Amparo Soler Leal, Mònica Randall i Miguel Bosé. Es tracta d'una adaptació de la novel·la Mi idolatrado hijo Sisí, escrita per Miguel Delibes el 1953. Fou rodada a Burgos, lloc de naixement del director, encara que la novel·la tenia lloc a Cáceres.

## Argument
Castella, 1936. Cecilio Rubes, un comerciant acomodat, tracta de romandre neutral davant l'imminent esclat de la guerra civil. A poc a poc se'ns mostra el seu present i el seu passat a través de la seva dona Adela, del seu únic fill adolescent Sisí, i de la seva amant Paulina. Crònica de la irrupció i les conseqüències de la Guerra Civil Espanyola en la vida d'una família burgesa.
La seva dona odia pensar i practicar la sexualitat normal en el seu matrimoni. El seu fill nota les frustracions sexuals dels seus pares, però ha d'experimentar la seva pròpia iniciació en els misteris de l'amor i el sexe. Sisi creix, madura i competeix amb el seu pare per les atencions i els favors sexuals de les actrius locals de Burgos.
Un dia, per casualitat, Sisi coneix Paulina, l'amant del seu pare, i comencen una aventura tumultuosa. Esclata la guerra i Sisi és reclutat i marxa al front. Els seus pares reben la notícia de la seva mort a causa d'una mina de terra mentre conduïa el camió de l'exèrcit. Destrossat pel dolor, el pare exigeix la seva dona que li doni un altre fill, però ella es nega. Trencat per la mort de Sisi, torna a la seva antiga amant Paulina, qui li diu que està embarassada pel seu propi fill. Sense altres hereus legals, el gran Cecilio Rubes, desesperat, salta del balcó de la seva amant i se suïcida. Paulina sempre havia volgut el fill de Rubes, però ara se sent satisfeta de tenir un fill del seu fill.

## Repartiment
- Antonio Ferrandis - Cecilio Rubes
- Amparo Soler Leal - Adela Rubes
- Mònica Randall - Paulina
- Miguel Bosé - Sisi Rubes
- Gabriel Llopart - Luis Sendin
- Encarna Paso - Gloria Sendin

## Premis
32a edició de les Medalles del Cercle d'Escriptors Cinematogràfics
| Categoria                   | Candidat          | Resultat   |
| --------------------------- | ----------------- | ---------- |
| Millor actriu               | Mònica Randall    | Guanyadora |
| Millor actor de repartiment | Alberto Fernández | Guanyador  |

- Sindicat Nacional de l'Espectacle: Millor pel·lícula; Millor actor (Antonio Ferrandis); Millor actriu (Mònica Randall).